# Echt-Susteren
Echt-Susteren (anhörenⓘ) ist eine 2003 entstandene Gemeinde der niederländischen Provinz Limburg und hatte am 1. Januar 2025 laut Angabe des statistischen Amtes CBS 32.273 Einwohner.

## Orte
Echt-Susteren besteht offiziell, statistisch gesehen aus elf Bezirken (niederländisch wijken). Die Einwohnerzahlen sind vom 1. Januar 2024:
| Bezirk       | Einwohner |
| ------------ | --------- |
| Susteren     | 5.805     |
| Dieteren     | 805       |
| Heide        | 1.205     |
| Roosteren    | 1.495     |
| Echt         | 7.800     |
| Maria Hoop   | 1.350     |
| Peij         | 6.145     |
| Slek         | 1.050     |
| Nieuwstadt   | 3.315     |
| Sint Joost   | 1.410     |
| Koningsbosch | 1.665     |

## Lage und Wirtschaft
Echt und Susteren liegen südlich von Maasbracht an der Maas und am Julianakanal. Beide Orte haben einen Bahnhof an der Eisenbahnstrecke Maastricht–Venlo. Auch die Autobahn A 2 zwischen Maastricht und Eindhoven hat Ausfahrten nach Echt und Susteren. Die Industrie ist vielseitig, besteht aber, von einer Dachziegelfabrik abgesehen, nur aus Kleinbetrieben. Viele Einwohner pendeln zur Arbeit, u. a. nach Sittard-Geleen.
Die Stadt liegt an einer sehr engen Stelle der Niederlande – die Grenzen zu Deutschland im Osten und Belgien im Westen liegen im Süden des Gemeindegebietes nur rund 5 km voneinander entfernt. Es ist die engste Grenzführung dieser Art in den Niederlanden.

## Geschichte
Echt und Susteren waren in der Bronzezeit schon besiedelt. In Echt wurde ein Brunnen ausgegraben; darin fand man römische Zierrate und Gebrauchsgegenstände. In die Spätantike datiert der Schatz von Echt. Das Städtchen Ehti wurde bereits 950 urkundlich erwähnt; es war zum Teil eine Krondomäne des deutschen Königs Otto I.
Susteren ist urkundlich der ältere Gemeindeteil. Die Gründung eines Nonnenklosters im Jahre 714 ist unter Historikern unumstritten. König Pippin von Herstal soll es dem später heilig gesprochenen Missionar Willibrord als Missionsstützpunkt geschenkt haben (Quelle: Arnulfinger-Urkunden Nr. 006 bei Regnum Francorum online). „In monasterium Suestra“ hält sich im Jahre 718 der Gegenkönig Chlotar IV. auf, um für das Kloster Echternach zu urkunden (Echternacher Urkunden Nr. 028 bei Regnum Francorum online). Erste Äbtissin war die hl. Amalberga von Susteren. Das inzwischen von Nonnen besiedelte Kloster muss so bedeutend geworden sein, dass es 870 im Meerssener Reichsteilungsvertrag ausdrücklich genannt wird („Suestre“ in Monumenta Germaniae Historica, Cap. 2, 251 und Reg.Imp. I, 1480). 891 urkundet Kaiser Arnulf in Regensburg für das Kloster „Suestra“ (Diplomata Arnulfi Nr. 085 in Regnum Francorum online). Als einer der letzten karolingischen Herrscher urkundet König Zwentibold 895 in St. Goar für „Suestra“, das inzwischen in den Besitz des Klosters Prüm übergegangen ist (Diplomata Zwentiboldi Nr. 002 in Regnum Francorum online).
Echt, Nieuwstadt und Susteren bekamen alle im 13. Jahrhundert das Stadtrecht. 1400 verkaufte „Johann von Salm“ die Städte, Schlösser und Lande Born, Sittard und Susteren für 70.000 Gulden an den Herzog von Geldern und Jülich. Susteren und die anderen Orte waren danach mal Teil des Herzogtums Geldern, mal des Herzogtums Jülich. Diese Streitigkeiten sowie die Konkurrenz anderer Städte und einige Maashochwasser (Flutkatastrophen) beeinträchtigten die Entwicklung dieser Orte stark.
1794 bis etwa 1815 war in Susteren wie am gesamten Linken Rhein die Franzosenzeit.
Ab 1850 begann in Echt die Industrialisierung mit einer Dachziegelfabrik.
In der Zeit der deutschen Besatzung wurden u. a. Edith Stein und Rosa Stein, die seit 1938 im Karmeliterkloster Echt Zuflucht gefunden hatten, am 2. August 1942 von der Gestapo verhaftet und in das Durchgangslager Westerbork gebracht.
Susteren und Echt lagen im Zweiten Weltkrieg von Oktober 1944 bis Januar 1945 an der Frontlinie und erlitten dadurch große Schäden. Im Rahmen der Operation Blackcock (vom 14. bis 26. Januar 1945, Codename für die Eroberung des Gebiets etwa zwischen Roermond, Sittard und Heinsberg) rückten alliierte Truppen vor. Wegen des sehr kalten und feuchten Winterwetters konnten sich Panzer und Radfahrzeuge praktisch nur auf Straßen fortbewegen; diese wurden von der Wehrmacht während ihres Rückzugs oft vermint.
- Am 17. Januar 1945 befreiten britische Truppen Susteren und gegen Mitternacht die Kleinstadt Echt.
- Am Morgen des 18. Januar griffen sie von Echt aus Schilberg an, die Kämpfe dauerten bis zum Nachmittag. Britische Flammenwerfer-Panzer (Churchill Crocodile) halfen dabei, den Widerstand der Verteidiger zu brechen.
- Am frühen Morgen des 19. Januar fuhren sie in Koningsbach ein.
- Sint Joost wurde insgesamt 29 Stunden hart umkämpft (zur Verteidigung von Sint Joost).[5]

## Sehenswürdigkeiten
- Die St. Amelbergakirche in Susteren, eine Kirche in romanischem Stil aus dem 11. Jahrhundert[6]
- Der Marktplatz in Echt heißt Plats (ein Wort aus der örtlichen Mundart). Um diesen Plats stehen mehrere bemerkenswerte Gebäude, darunter:
  - eine gotische Kirche, die jedoch im 19. Jahrhundert eingreifend umgebaut wurde
  - das alte Rathaus, das seit 2007 ein Museum für die Frau, über die Rolle der Frau in Familie und Gesellschaft früher und heute, beherbergt
  - mehrere andere schön restaurierte Häuser
- In der Umgebung ist Wassersport auf der Maas möglich (siehe auch: Maasbracht)
- Es gibt bei Koningsbosch ein kleines Waldstück, in dem man spazieren gehen kann
- Die Trappistenabtei Sint Joseph «Lilbosch» liegt im Stadtteil Echt

## Politik

### Sitzverteilung im Gemeinderat
Der Gemeinderat wird seit der Gemeindegründung folgendermaßen gebildet:
| Partei                               | Sitze | Sitze | Sitze | Sitze | Sitze | Sitze |
| Partei                               | 2002  | 2006  | 2010  | 2014  | 2018  | 2022  |
| ------------------------------------ | ----- | ----- | ----- | ----- | ----- | ----- |
| Partij Nieuw Echt-Susteren           | –     | –     | 1     | 4     | 5     | 7     |
| Lijst Samenwerking                   | 5     | 6     | 6     | 7     | 7     | 6     |
| CDA                                  | 6     | 5     | 6     | 6     | 6     | 5     |
| Democraten Echt-Susteren a           | 2     | 2     | 3     | 4     | 3     | 3     |
| GroenLinks                           | 1     | 2     | 2     | 1     | 1     | 1     |
| D66                                  | 1     | –     | –     | –     | –     | 1     |
| Echt-Susteren Samen Verder           | 1     | –     | –     | –     | –     | –     |
| PvdA                                 | 1     | 2     | 1     | 0     | 1     | 0     |
| M&M Echt-Susteren                    | –     | –     | –     | 1     | –     | 0     |
| VVD                                  | 1     | 1     | 1     | 0     | –     | –     |
| Algemeen Belang a                    | 4     | 5     | 3     | –     | –     | –     |
| Kernenbelangen                       | 1     | –     | –     | –     | –     | –     |
| Lijst Meerten/Leefbaar Echt-Susteren | 1     | –     | –     | –     | –     | –     |
| SP                                   | 0     | –     | –     | –     | –     | –     |
| Democratisch Progressief Blok        | 0     | –     | –     | –     | –     | –     |
| Gesamt                               | 23    | 23    | 23    | 23    | 23    | 23    |

Anmerkungen

### Kollegium von Bürgermeister und Beigeordneten
Folgende Personen gehören zum Kollegium:
Bürgermeister
- Jos Hessels (CDA) (Amtsantritt: 1. Juli 2011)

Beigeordnete
- Peter Pustjens (CDA)
- Geert Frische (CDA)
- Peter Ruijten (Partij Nieuw Echt-Susteren)
- Hub Meuwissen (Partij Nieuw Echt-Susteren)
- Marian Bruijsten-van de Berg (Democraten Echt-Susteren)

Gemeindesekretär
- Guus van Balkom

## Städtepartnerschaften
Zu 35 weiteren Städten und Gemeinden aus fünf Staaten (Deutschland, Österreich, Polen, der Slowakei und der Tschechischen Republik) bestehen aufgrund des 1982 eingemeindeten Nieuwstadt Verbindungen im Rahmen der „Arbeitsgemeinschaft Neustadt in Europa“.

## Bildergalerie

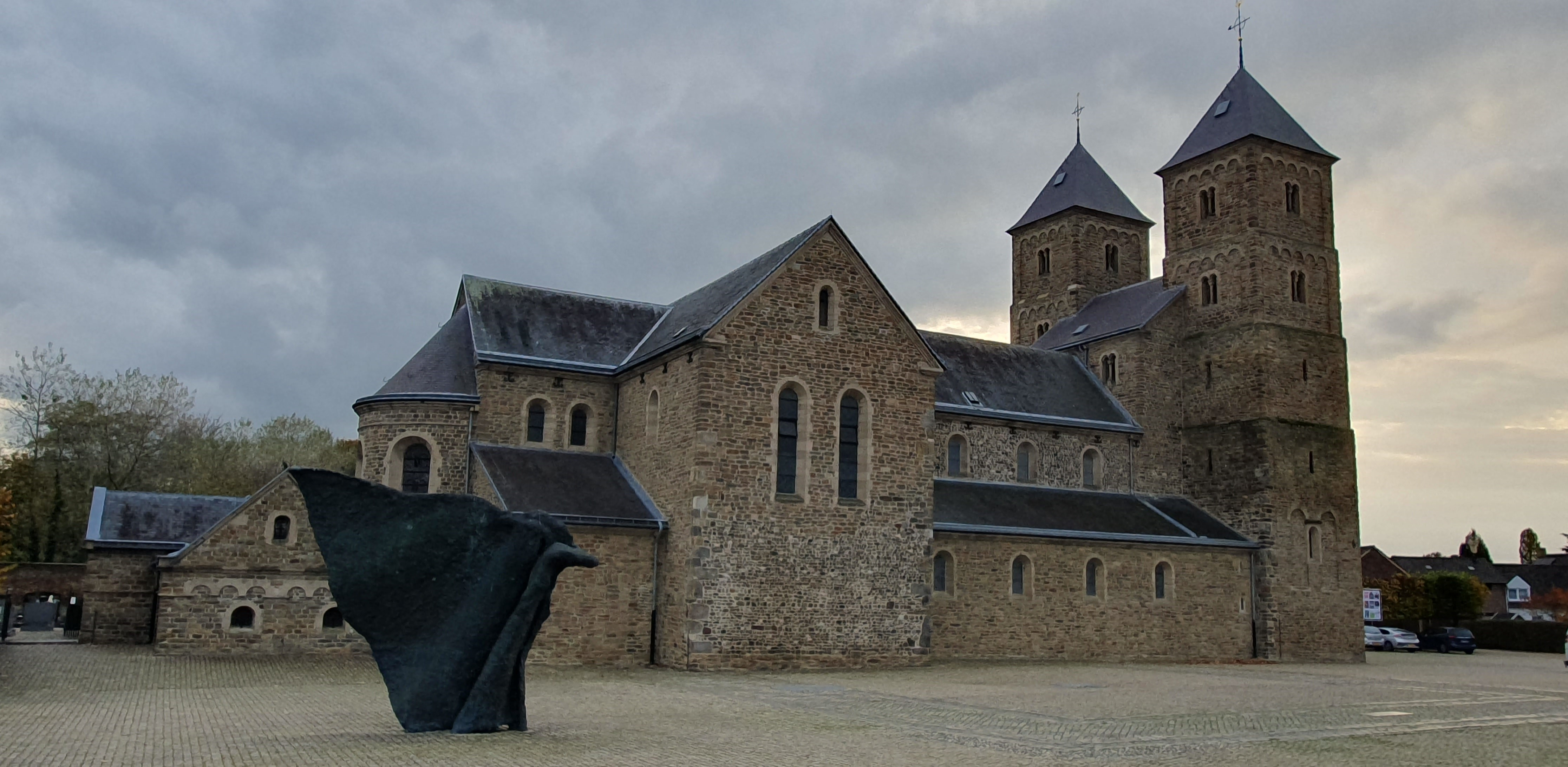
Susteren, Basilika Sint-Amelbergabasiliek, Abteikirche der Abtei Susteren
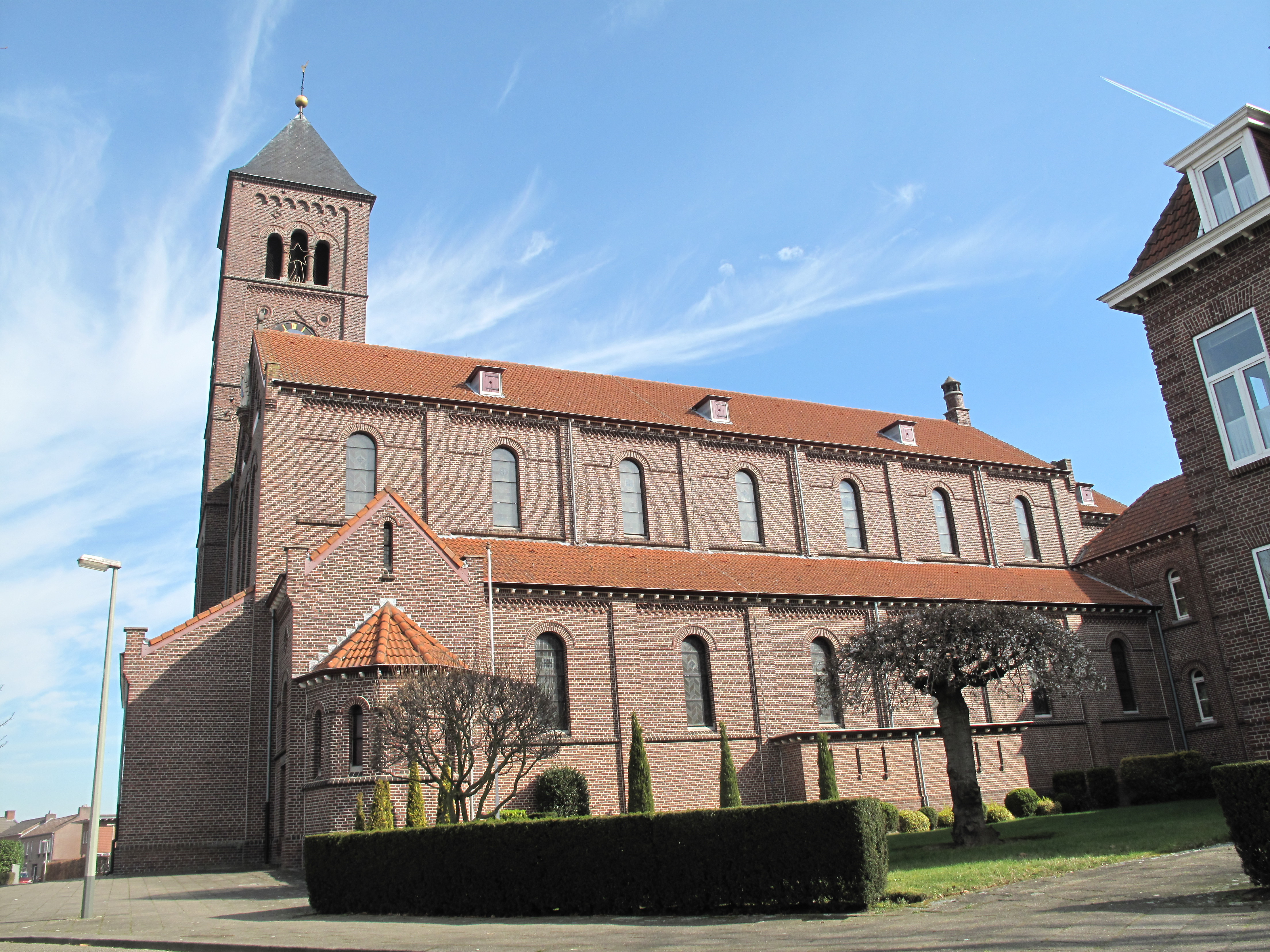
Susteren, Kirche Onze-Lieve-Vrouw Onbevlekt Ontvangenkerk
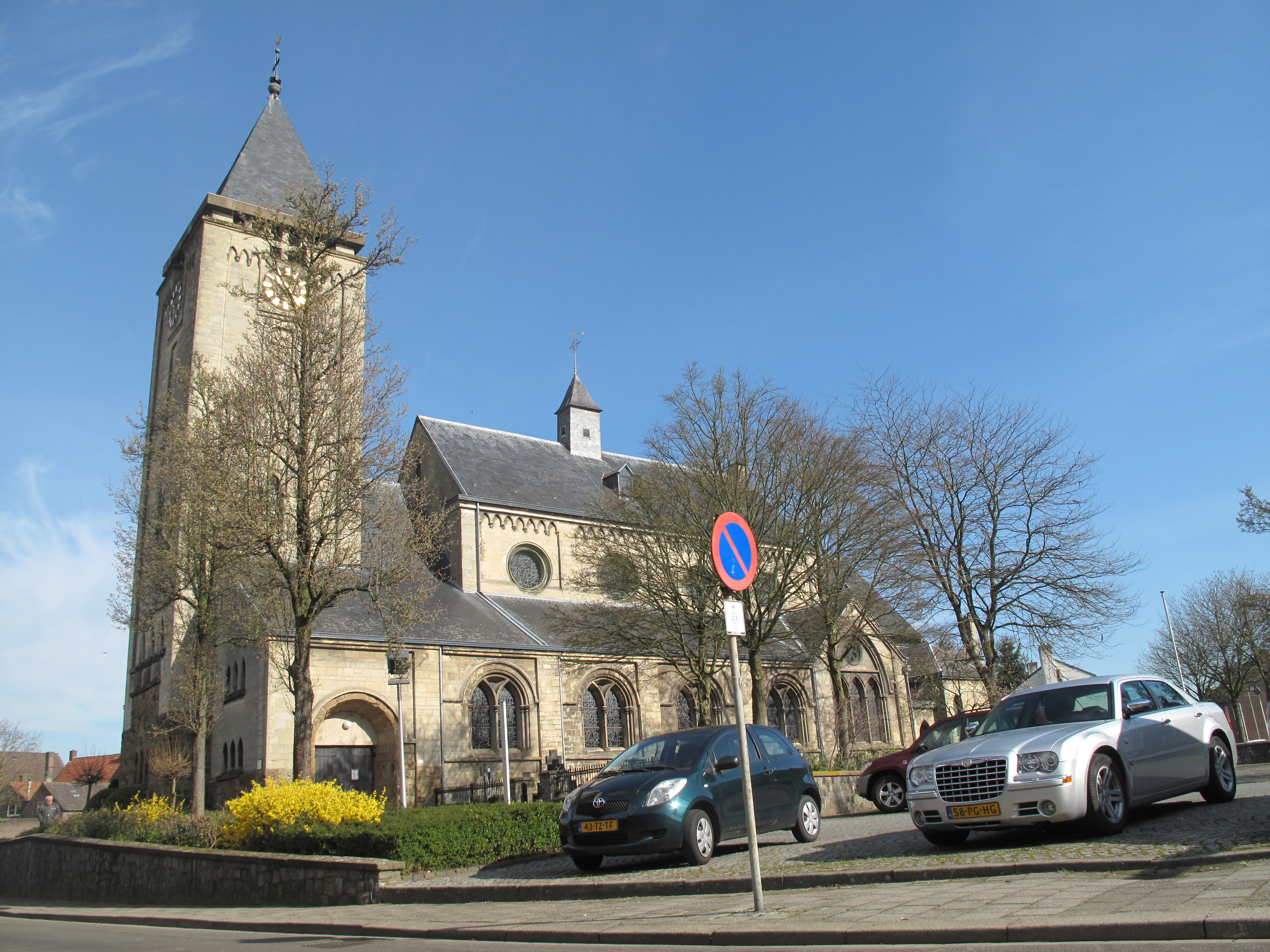
Nieuwstadt, Kirche Sint-Janskerk
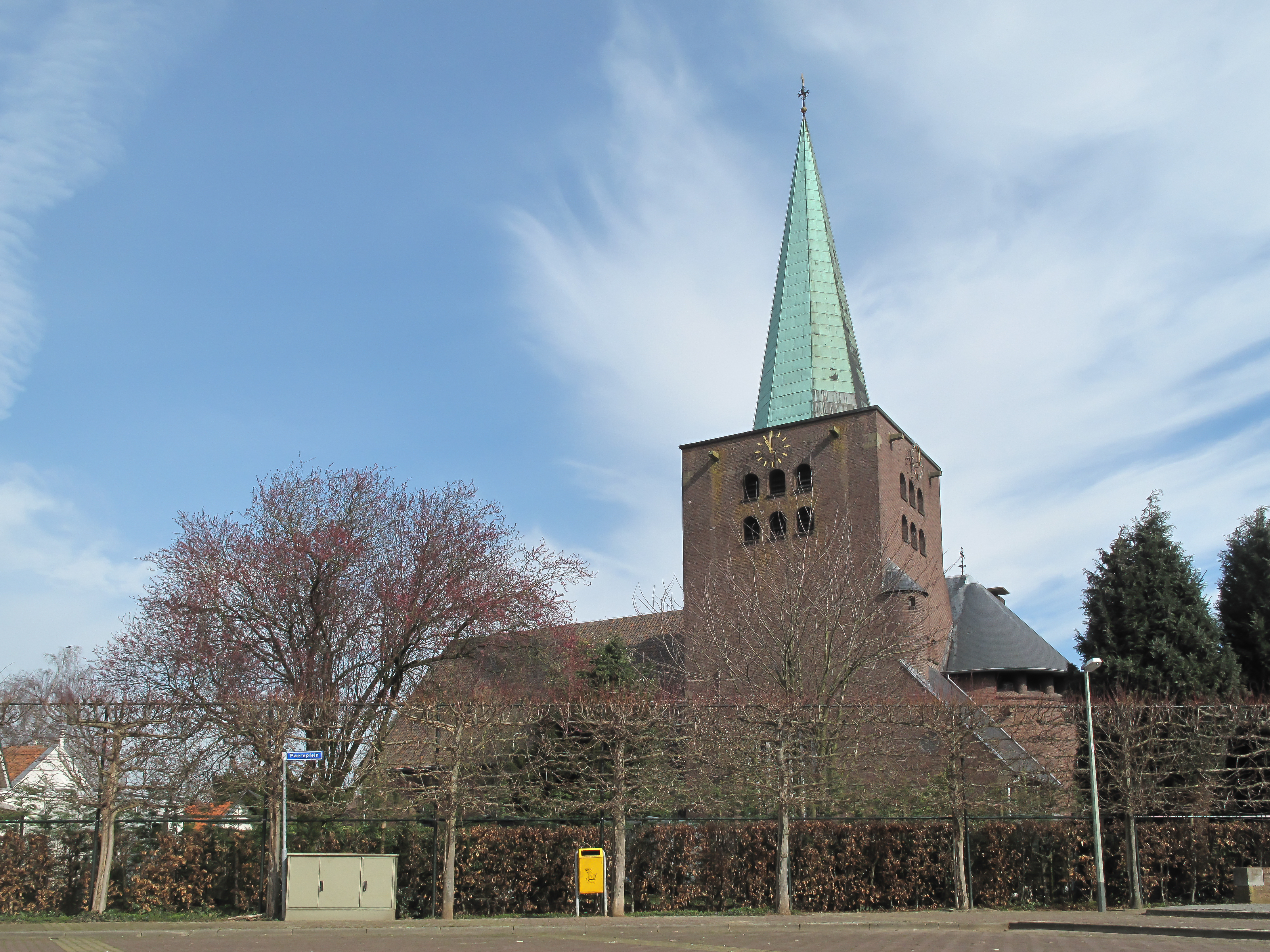
Dieteren, Kirche Sint-Stephanuskerk
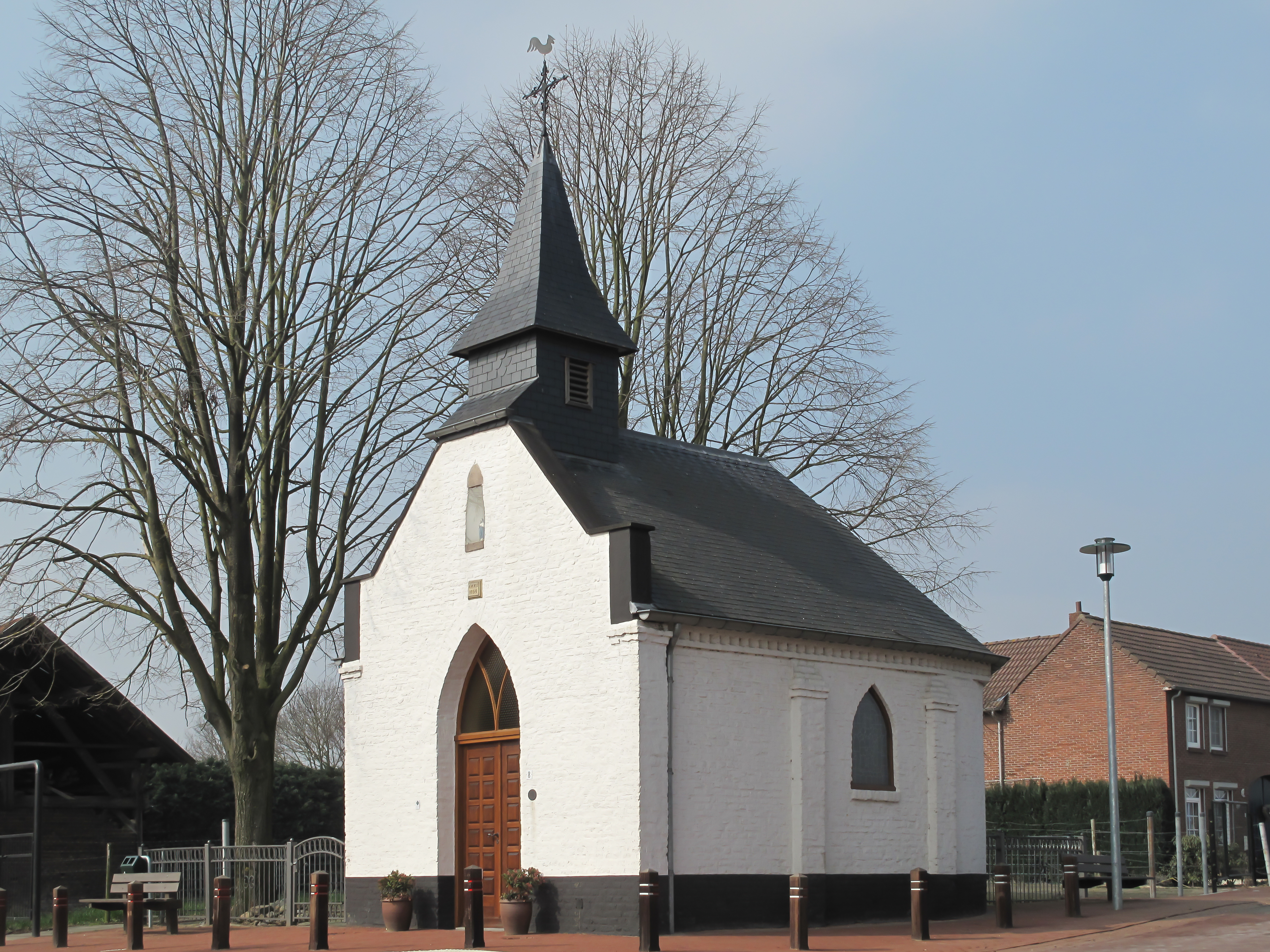
Spaanshuisken, Kapelle
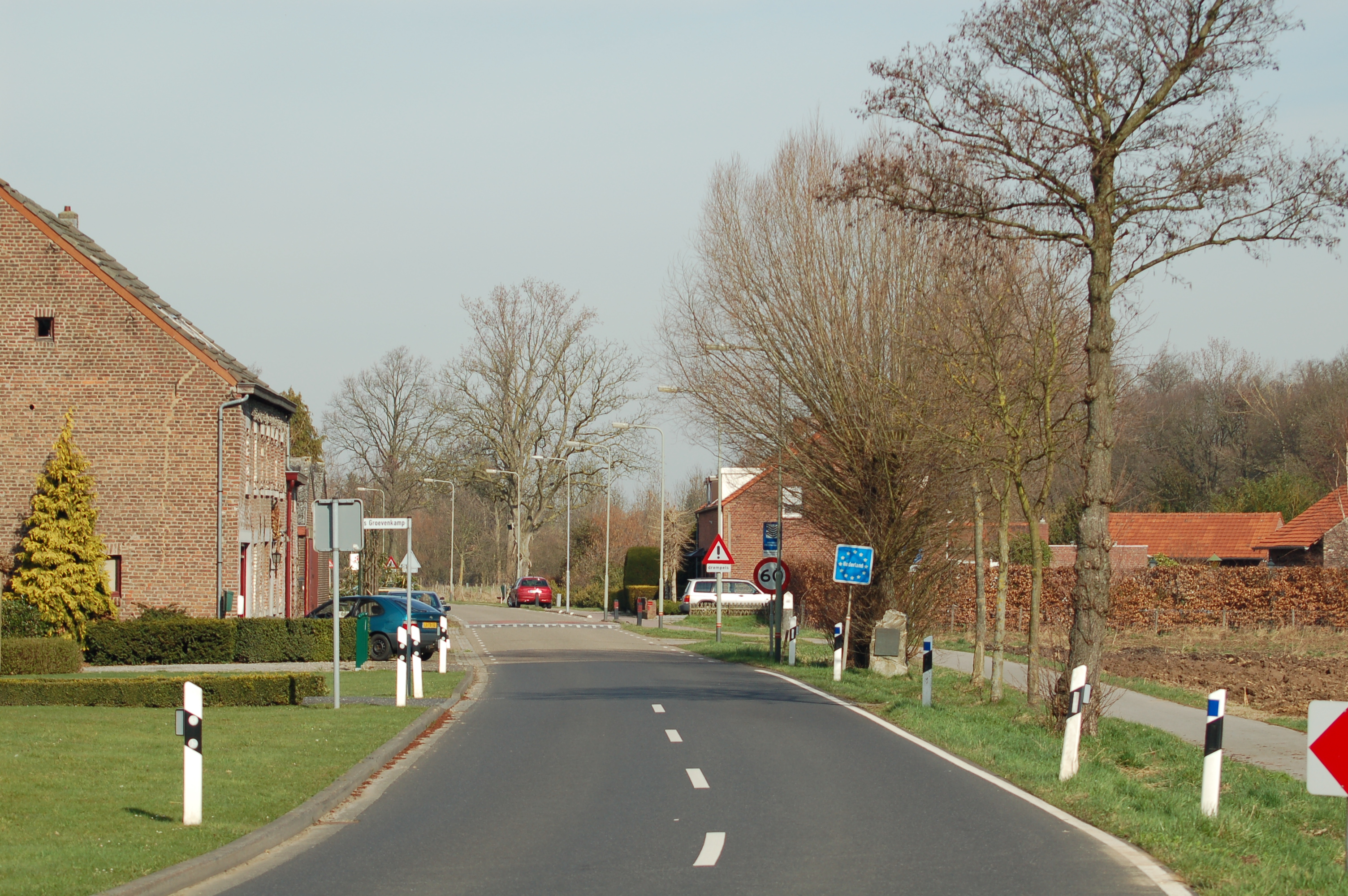
Landschaft in Echt-Susteren (vom westlichsten Punkt Deutschlands aus fotografiert)
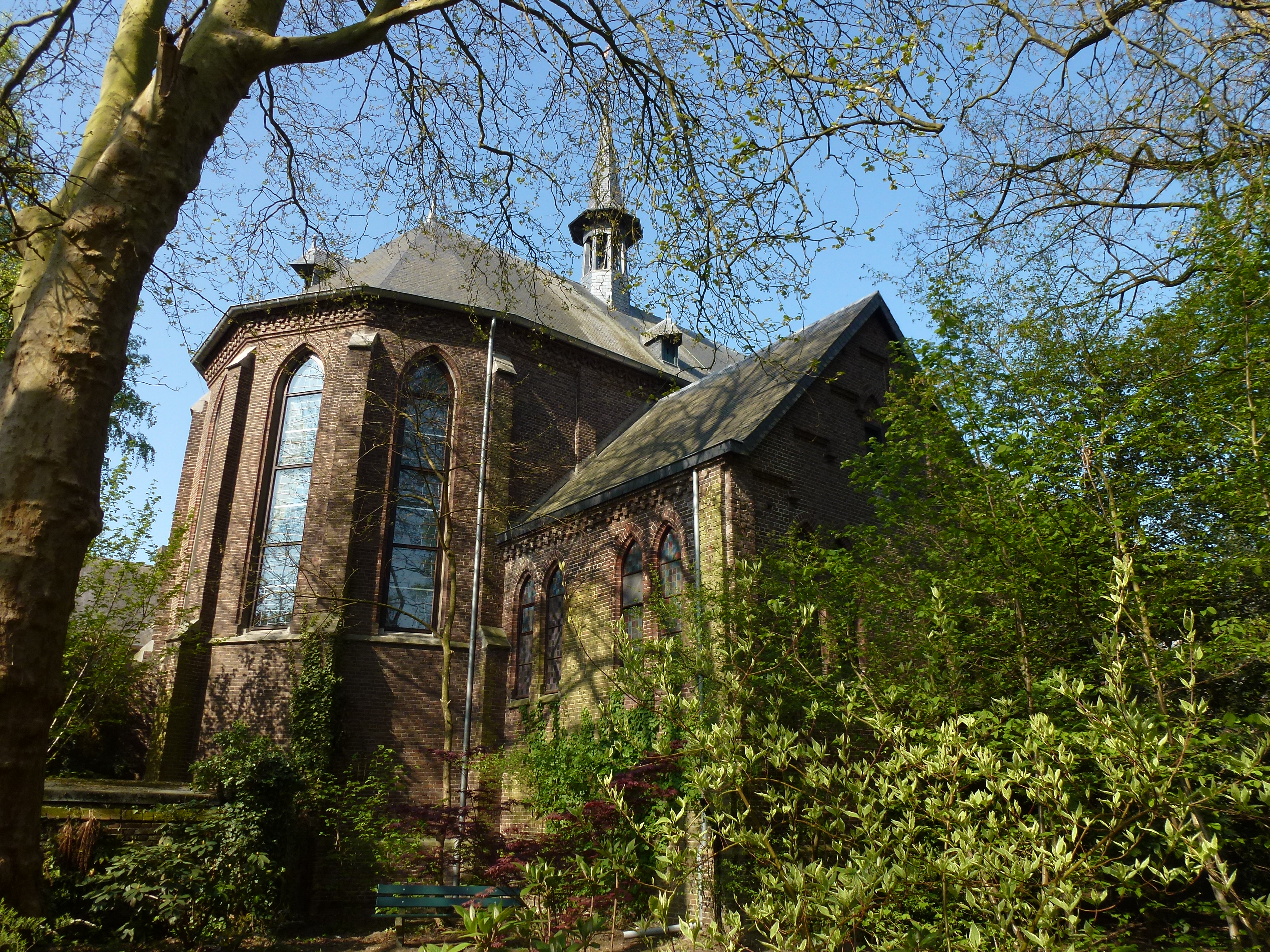
Abteikirche «Lilbosch», Mönchschor
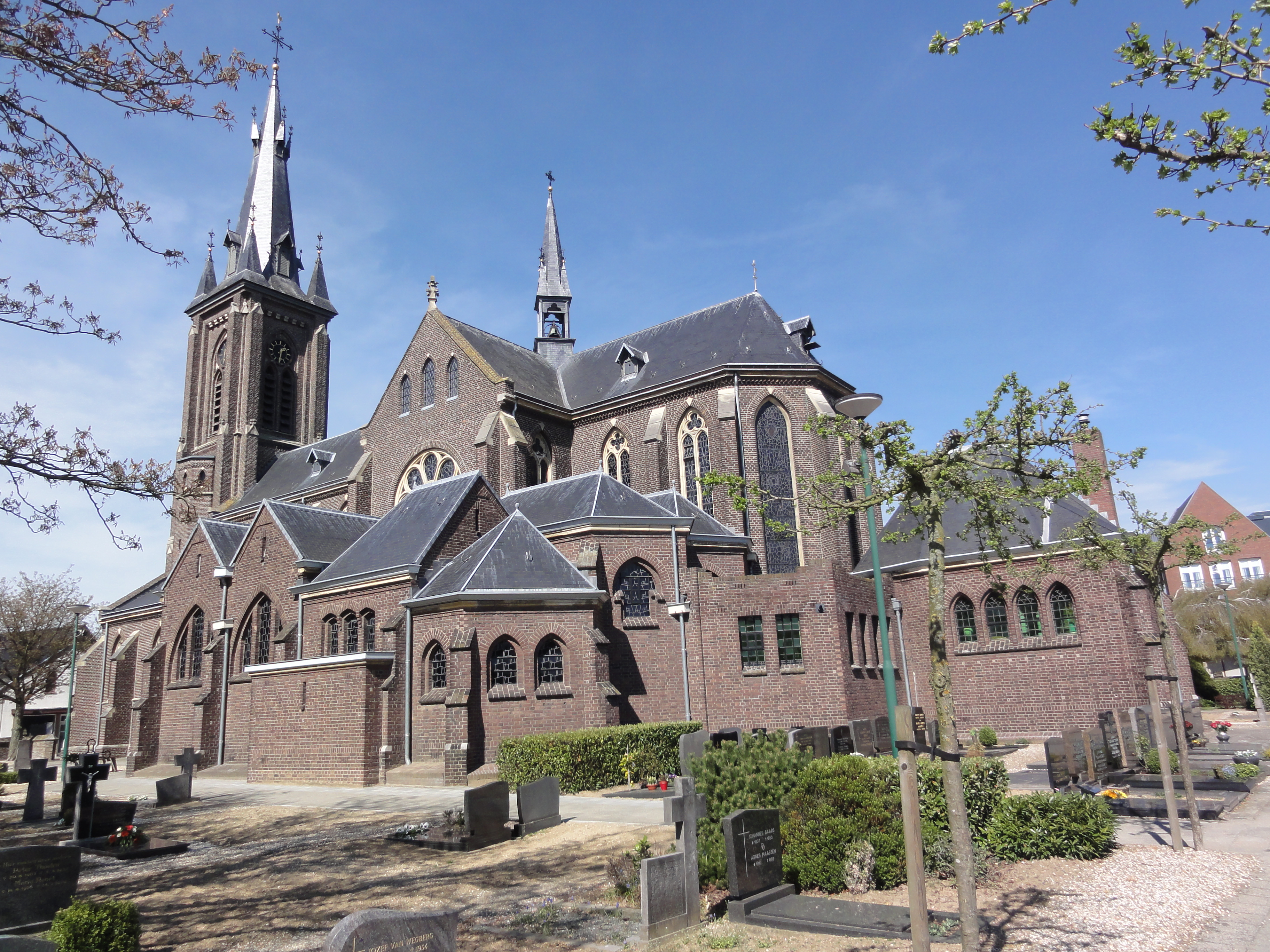
Pey, Kirche Onze-Lieve-Vrouw Onbevlekt Ontvangenkerk

## Töchter und Söhne der Gemeinde
- Jan Schröder (1941–2007), Radrennfahrer, geboren in Koningsbosch
- Mathieu Pustjens (* 1948), Radrennfahrer, geboren in Roosteren
- Adrian van Hooydonk (* 1964), Industrie- und Autodesigner
- Annefleur Bruggeman (* 1997), Handballspielerin